# Jurie van Tonder
Pas d'image ? Cliquez ici

a Compétitions nationales et continentales officielles uniquement.

b Matchs officiels uniquement.
Dernière mise à jour le 5 septembre 2018.
Jurie Van Tonder, né le 9 avril 1980 à Windhoek en Namibie, est un joueur de rugby à XV namibien. Il joue avec l'équipe de Namibie entre 2004 et 2009, évoluant au poste de demi de mêlée. Il mesure 1,82 m et pèse 80 kg. Il fait partie de la sélection de Namibie sélectionnée pour la coupe du monde 2007 en France.

## Équipe de Namibie
- 17 sélections avec l'équipe de Namibie
- 15 points (3 essais)
- 1er test match le 15 août 2007 contre l'Afrique du Sud
- Sélections par année : 4 en 2004, 2 en 2006, 6 en 2007, 1 en 2008, 4 en 2009
- Coupe du monde :
  - 2007 (4 matchs, 2 comme titulaire (Irlande, France, Argentine, Géorgie))